# Скляр, Сергей Николаевич
Сергей Николаевич Скляр (укр. Скляр Сергій Миколайович; 3 февраля 1955 года — около 2000 года) — советский футболист.

## Карьера
Родился 3 февраля 1955 года. Первым клубом в карьере стал «Днепр» из Днепропетровска. Свой первый матч за клуб сыграл 25 июля 1973 года в 1/4 финала Кубка СССР против московского «Спартака». За команду в 1973—1978 годах сыграл 53 матча в чемпионате СССР, а также 10 матчей в Кубке СССР. Вместе с клубом выиграл Кубок газеты «Советский спорт».
В 1978 году ушёл в никопольский «Колос». В 1978—1979 годах за клуб сыграл 39 матчей, где забил гол.
В 1979 году играл за харьковский «Металлист». Всего за клуб сыграл 12 матчей (9 — в чемпионате, 3 — в Кубке), где забил гол.
В 1980 году ушёл в «Металлург (Днепродзержинск)». За два года в клубе (1980 и 1981) сыграл 60 матчей во второй лиге СССР.
Умер.